# Eriopyga monotona
Eriopyga monotona là một loài bướm đêm trong họ Noctuidae.